# Chamaedorea castillo-montii
Chamaedorea castillo-montii är en enhjärtbladig växtart som beskrevs av Donald R. Hodel. Chamaedorea castillo-montii ingår i släktet Chamaedorea och familjen Arecaceae. Inga underarter finns listade i Catalogue of Life.